# Honorato Gonzabay
Honorato Gonzabay (Guayaquil, Ecuador; 2 de enero de 1929 - 8 de abril de 2020) fue un futbolista ecuatoriano. Desempeñó como defensa en la zaga central. Elegante y sobrio en el área como pocos.

## Trayectoria
Se inició en su natal ciudad de El Milagro en clubes como el Contratuerca, donde fue delantero, y en el Milagro Sporting Club, para luego consagrarse en el Unión Deportiva Valdez, donde en un partido con el poderoso Botafogo empatarían 2 a 2. Luego continuó su carrera en Perú cuando se decidió jugar por el Club Atlético Chalaco del Callao. Retornó a Ecuador en 1960 para jugar por el  LDU y el 9 de Octubre Fútbol Club, con el cual tiempo después viajó a los Estados Unidos donde se radicó y retiró del fútbol.
Fue parte de la Selección de fútbol de Ecuador en tres oportunidades en el Campeonato Sudamericano 1955, en el Campeonato Sudamericano 1957, y en el Campeonato Sudamericano 1959.,

## Clubes
| Club                                  | País    | Temporada |
| ------------------------------------- | ------- | --------- |
| Club Contratuerca                     | Ecuador |           |
| Milagro Sporting Club                 | Ecuador | 1950      |
| Union Deportiva Valdez                | Ecuador | 1951-1958 |
| Club Atlético Chalaco                 | Perú    | 1959      |
| Liga Deportiva Universitaria de Quito | Ecuador | 1960      |
| 9 de Octubre Fútbol Club              | Ecuador | 1961-1962 |